# Liceum Pedagogiczne nr 1 w Szczecinie
Liceum Pedagogiczne nr 1 w Szczecinie – liceum pedagogiczne utworzone w Szczecinie 1 września 1946, od września 1960 wchodzące w skład nowego Liceum Pedagogicznego w Szczecinie, utworzonego przez scalenie dwóch szkół (LP nr 1 i LP nr 2).

## Tło historyczne
Utworzenie Liceum Pedagogicznego w powojennym Szczecinie było odpowiedzią na braki kadrowe w powstających w mieście nowych szkołach podstawowych, przyjmujących dzieci polskich osiedleńców przybywających coraz liczniej na Pomorze Zachodnie.
Dane dotyczące liczby polskiej ludności miasta w pierwszych latach po zakończeniu wojny są bardzo niepewne – był to m.in. okres wysiedleń niemieckich mieszkańców miasta, przepływu wysiedleńców z sąsiednich województw i osiedlania się Polaków. Liczba ludności polskiej i niemieckiej ulegała wahaniom ze względu na przedłużający się okres władzy sowieckich komendantur wojennych; budziło to nadzieję Niemców na włączenie Szczecina do sowieckiej strefy okupacyjnej (przez pewien okres część wysiedlonych wracała do miasta, podczas gdy opuszczali je Polacy). Szacuje się, że w maju 1945 liczba polskiej ludności Szczecina wzrosła z około 200 do około 4300 osób, a w lipcu 1945 w Szczecinie przebywało tylko 1100 Polaków i około 83 tys. Niemców. Zahamowanie powrotów Niemców i przyspieszenie osiedlania się Polaków nastąpiło dopiero po konferencji poczdamskiej (2 sierpnia 1945). Do Szczecina powróciła polska administracja, z pierwszym prezydentem miasta – Piotrem Zarembą. Liczba polskich mieszkańców pod koniec 1947 osiągnęła ok. 130 tys. osób. Około 55% stanowili osiedleńcy z „Polski centralnej”, a ok. 31% – wypędzeni z Kresów Wschodnich (w większości – mieszkańcy wsi i małych miasteczek tego regionu).
Pierwsze polskie szkoły – podstawową i liceum – otwarto już 2 września 1945 przy al. Piastów 12; podstawowa (Publiczna Szkoła Powszechna nr 1, klasy I–VII, kier. Władysław Sykuła) miała zaledwie 36 uczniów, a gimnazjum i liceum – 148 uczniów. Historycy Szczecina zanotowali, że pod koniec miesiąca było ich już około 300. W październiku otwarto w pobliżu Publiczną Szkołę Powszechną nr 2 (ul. Bolesława Śmiałego 41, kier. Tadeusz Chudy). Do końca roku szkolnego 1945/1946 uruchomiono 5 kolejnych szkół powszechnych w innych dzielnicach miasta. Pierwsze koedukacyjne gimnazjum i liceum przekształcono w szkołę żeńską Janiny Szczerskiej (I LO, „Szczerytki”, al. Piastów 12) i szkołę męską (II LO, kier. Franciszek Białous), przeniesioną 4 października 1946 na ul. Henryka Pobożnego (nazywaną „Pobożniakiem”). W następnych latach liczba szkół uległa zwiększeniu (zob. np. tabela dotycząca szkół podstawowych), jednak brakowało nauczycieli.
| Rok szkolny | Liczba szkół | Liczba nauczycieli | Liczba uczniów | U/N |
| 1946/1947   | 17           | 120                | 5791           | 48  |
| 1947/1948   | 23           | 108                | 8024           | 74  |
| 1948/1949   | 31           | 254                | 11604          | 46  |
| 1949/1950   | 34           | 303                | 13305          | 44  |
| 1955/1956   | 36           | 488                | 22181          | 45  |
| 1956/1957   | 42           | 637                | 26260          | 41  |
| 1957/1958   | 48           | 741                | 30117          | 41  |
| 1958/1959   | 58           | 926                | 35502          | 38  |
| 1959/1960   | 62           | 1046               | 40804          | 39  |

## Historia szkoły

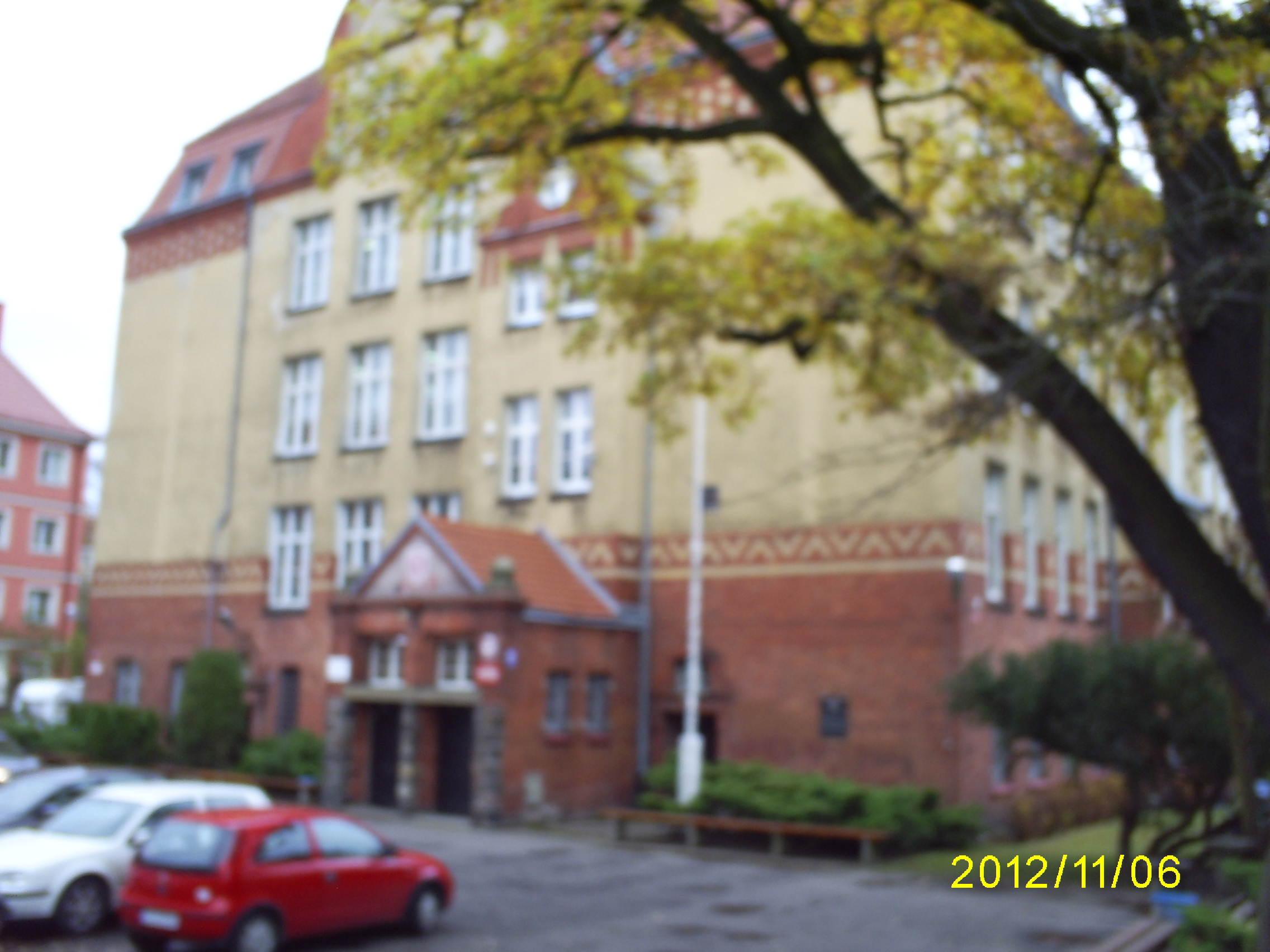
Siedziba liceum w latach 1946–1950,
Szczecin, ul. Jagiellońska 41

W 1946 do Szczecina przyjechał Bolesław Sadaj, któremu powierzono zadanie zorganizowania kształcenia kadry pedagogicznej. We wrześniu 1946 otworzył Liceum Pedagogiczne nr 1 przy ul. Jagiellońskiej 41 z internatem i ze szkołą ćwiczeń przy ul. Bolesława Śmiałego 44 (dyr. Władysław Prynkiewicz). W dalszej historii szkoły wyróżniane są wydarzenia:
- 1949 – nadanie nazwy Liceum Pedagogiczne TPD[1]
- 1950 – przeniesienie na ul. Wielkopolską[1][2]
- 1952 – przywrócenie nazwy Liceum Pedagogiczne nr 1 (LP nr 1)[1]
- 1958 – utworzenie oprócz LP nr 1 – Studium Nauczycielskiego II (org. Olga Tustanowska)[c][8]
- 1960 – połączenie LP nr 1 z LP nr 2[1]; pierwszą siedzibą połączonego Liceum Pedagogicznego był budynek przy ul. Wielkopolskiej 14 (obecnie[9] – Zespół Szkół Specjalnych Nr 12: Szkoła Podstawowa Specjalna Nr 67, Gimnazjum Specjalne Nr 50)
- 1963 – nadanie imienia Władysława Spasowskiego
- 1966 – przeniesienie Liceum Pedagogicznego im. Władysława Spasowskiego do budynku przy placu Mariackim 1[1]
- 1968 – utworzenie Wyższej Szkoły Nauczycielskiej[8][10] (ul. Wielkopolska 15) obok II Studium Nauczycielskiego

## Profil liceum
Szkoła prowadziła:
- dzienne liceum pedagogiczne (LP)
- Kursy Wieczorowe dla Dorosłych (od 1947)
- Kursy dla Wychowawczyń Przedszkoli (1948–1951)
- Komisje Rejonowe dla nauczycieli czynnych zawodowo, którzy nie ukończyli szkół średnich (1947–1953)
- Państwowe Kursy Nauczycielskie (PKN) uzupełniające wykształcenie pedagogiczne nauczycieli po maturze ogólnokształcącej
- Korespondencyjne Liceum Pedagogiczne (1953–1960)

W latach 1952–1955 w programie dziennego LP wyodrębniono dwie specjalizacje – organizatorów harcerstwa i opieki nad dzieckiem.